# Pelargonium ranunculophyllum
Pelargonium ranunculophyllum är en näveväxtart som först beskrevs av Christian Friedrich Frederik Ecklon och Zeyh., och fick sitt nu gällande namn av Bak.. Pelargonium ranunculophyllum ingår i släktet pelargoner, och familjen näveväxter. Inga underarter finns listade i Catalogue of Life.